# Lateinische Patriarchen des Ostens
Die Lateinischen Patriarchen des Ostens waren Patriarchen der römisch-katholischen Kirche (Westkirche, Lateinische Kirche) an den vier altkirchlichen Patriarchalsitzen auf dem historischen Gebiet der Ostkirchen: Konstantinopel, Alexandria, Antiochia und Jerusalem.
Seit 1054 flammte im Großen Schisma der Konflikt zwischen den chalzedonensisch gesinnten Kirchen in West und Ost auf, als sich der Papst und der Patriarch von Konstantinopel gegenseitig exkommunizierten. Im Laufe der Kreuzzüge kam es auch zu Auseinandersetzungen zwischen lateinisch geprägten Kreuzfahrern und einheimisch (byzantinischen) Christen.
Infolge der Eroberung entstanden 
- 1098 das Patriarchat Antiochia
- 1099 das Patriarchat Jerusalem
- 1204 das Patriarchat Konstantinopel
- 1219 das Patriarchat Alexandria

Die lateinischen Patriarchen traten an die Stelle der dortigen Patriarchen der östlichen Kirchen und beanspruchten Jurisdiktion über die alten Patriarchatsgebiete, waren faktisch aber nur für die lateinischen Christen zuständig, die an diesen Orten nunmehr die politisch (in der Regel jedoch nicht zahlenmäßig) dominierende Schicht bildeten. Alle diese lateinischen Patriarchate blieben eng mit dem militärischen Schicksal der Kreuzritter verbunden, die um diese Städte herum Kreuzfahrerstaaten aufbauten.
Nach deren Zerfall bestanden die lateinischen Patriarchate nur noch auf dem Papier und wurden vom Papst als Ehrentitel vergeben, die mit römischen Titularkirchen verbunden waren. Im Einzelnen war der römische Titel des Patriarchen von Jerusalem der Basilika Sankt Laurentius vor den Mauern, der des Patriarchen von Konstantinopel der Petersbasilika im Vatikan, der des Patriarchen von Alexandria der Basilika Sankt Paul vor den Mauern und der des Patriarchen von Antiochia der Basilika Santa Maria Maggiore zugeordnet (die so genannten Patriarchalbasiliken in Rom). So wurde das christliche Rom zu einem fiktiven Abbild der Weltkirche mit ihren fünf altkirchlichen Patriarchaten.
1847 erlaubte das Osmanische Reich der katholischen Kirche, ihre Hierarchie in Palästina wieder neu zu errichten. Dies erfolgte am 23. Juli 1847 durch Papst Pius IX. mit der Bulle Nulla celebrior. Der römisch-katholische Erzbischof von Jerusalem ist seitdem wieder das Oberhaupt der lateinischen Katholiken im Heiligen Land (heute Israel, die Palästinensergebiete, Jordanien und Zypern) und führt den Titel eines Lateinischen Patriarchen von Jerusalem.
Anders als das Jerusalemer Patriarchat wurden die übrigen lateinischen Patriarchate des Ostens niemals restauriert, sondern 1964 im Zuge des II. Vatikanischen Konzils und auf der Basis einer zwischen Papst Paul VI. und dem orthodoxen Patriarchen von Konstantinopel Athenagoras getroffenen Übereinkunft abgeschafft. Zuvor waren sie bereits über längere Jahre nicht mehr besetzt worden (Vakanz des lateinischen Titularpatriarchats von Konstantinopel seit 1948, von Antiochia seit 1953 und von Alexandria seit 1954).
Der Hintergrund ist der, dass die Errichtung dieser Patriarchate von Anfang an eine kirchenpolitisch aggressive, gegen die Orthodoxie gewandte Stoßrichtung besaß. Ihren verheerenden Höhepunkt erreichte die Feindschaft zwischen der westlichen und der östlichen Kirche mit der Eroberung von Konstantinopel im Jahre 1204 durch die Kreuzfahrer (die praktisch die Zerschlagung des byzantinischen Reiches bedeutete). Dies rief ein Jahrhunderte andauerndes Trauma hervor und ließ eine Überwindung des Schismas lange Zeit unmöglich erscheinen. Die Abschaffung der mit diesen Vorgängen in Zusammenhang stehenden Titel wurde daher als (notwendiges) Zeichen der Ökumene angesehen.
Im 16. Jahrhundert versuchten die Jesuiten und Portugiesen ihren Einfluss in Äthiopien auszubauen, diesbezüglich wurde das Lateinische Patriarchat von Äthiopien 1555 geschaffen. Mit Za Dengel (1603–1604) und Sissinios (1607/22–1632) gab es zwei katholische Kaiser, aber kurz nach dem Rücktritt des letzteren wurde die alte Tewahedo-Kirche wiederhergestellt und die Missionare vertrieben. Das Patriarchenamt wurde danach nicht mehr besetzt.